# Oswaldo Negri jr.
Oswaldo "Ozz" Negri jr. (São Paulo, 29 mei 1964) is een Braziliaans autocoureur. In 2012 won hij de 24 uur van Daytona.

## Carrière
Negri begon zijn autosportcarrière in 1986 in de Braziliaanse Formule Ford, waarin hij derde werd. Tussen 1987 en 1989 nam hij deel aan het Britse Formule 3-kampioenschap. In 1990 keerde hij terug naar Brazilië en kwam hij uit in het Braziliaanse Formule 3-kampioenschap, waar hij de titel won. Dat jaar werd hij ook negende in het Zuid-Amerikaanse Formule 3-kampioenschap. Hierna keerde hij terug naar de Britse Formule 3, waarin hij in 1992 vierde werd achter Gil de Ferran, Philippe Adams en Kelvin Burt. Tussen 1993 en 1996 reed hij in het Mexicaanse Formule 3-kampioenschap; in zijn laatste drie seizoenen werd hij achtereenvolgens derde, vierde en vierde. In 1997 verhuisde hij naar de Verenigde Staten en nam hij deel aan de helft van de races van de Indy Lights, waarin een zevende plaats op de Hutchinson Island Road Race Course zijn beste resultaat was. In 1998 reed hij in de Mexicaanse versie van de Indy Lights, genaamd de Indy Lights Panamericana, en won hij het kampioenschap. In 1999 keerde hij eenmalig terug in de Indy Lights in de race op het Stratencircuit Long Beach, waarin hij zevende werd. In 2000 werd hij derde in de Indy Lights Panamericana.

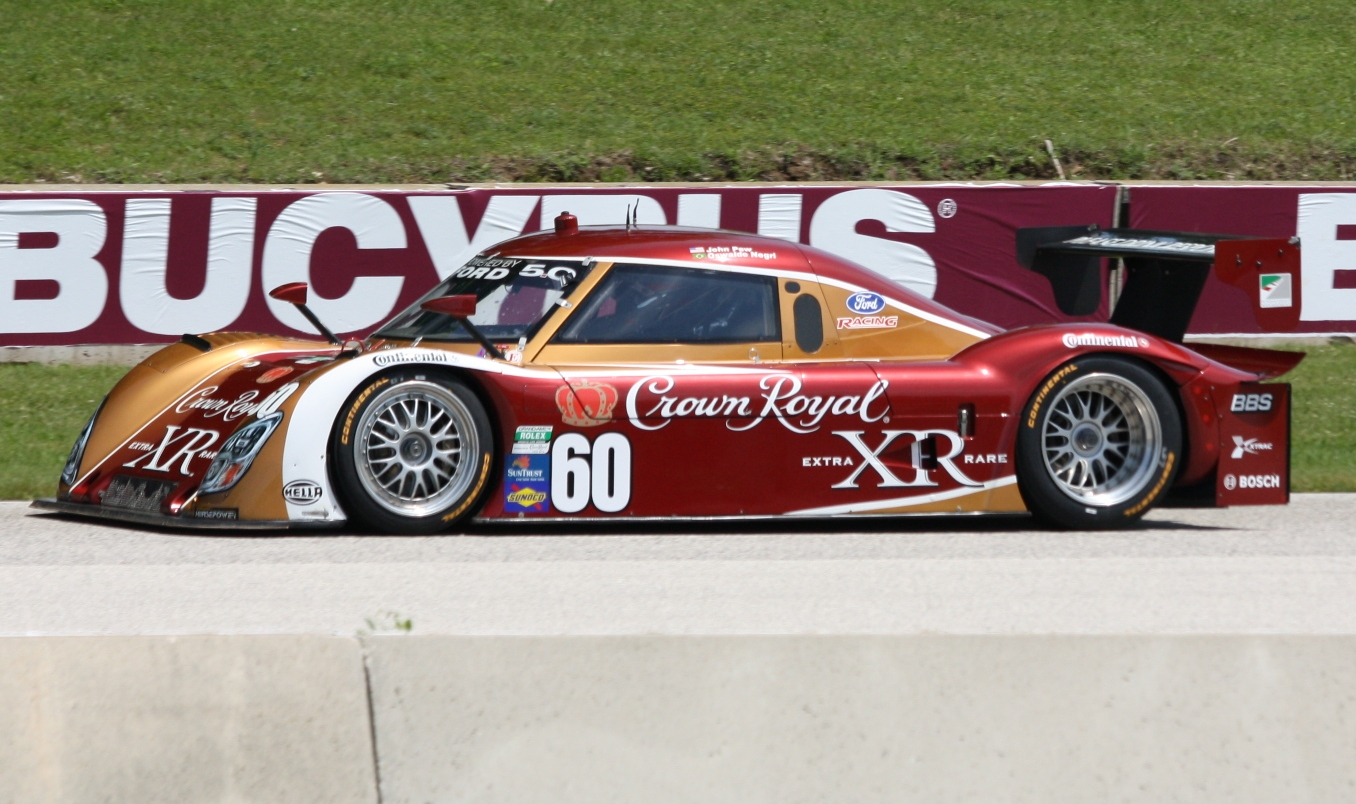
Oswaldo Negri jr. op Road America in 2011.

In 2003 stapte Negri over van het formuleracing naar de sportwagens. Hij nam voor Inline Cunningham Racing deel aan een race van de Rolex Sports Car Series, voordat hij in 2004 in het gehele seizoen voor Michael Shank Racing reed. Samen met zijn teamgenoot Burt Frisselle werd hij twaalfde in de eindstand. Tevens werd hij, samen met Max Angelelli, uitgeroepen tot "Rising Star" van het kampioenschap. In 2006 behaalde hij, samen met Mark Patterson en Scott Pruett, zijn eerste zege in het kampioenschap in de seizoensfinale op het Miller Motorsports Park. Ook werd hij dat jaar tweede in de 24 uur van Daytona. In zowel 2006 als 2007 werd hij achtste in de eindstand. In 2008 won hij samen met Patterson zijn tweede race in de klasse op het New Jersey Motorsports Park en eindigde hij als tiende in het kampioenschap. In 2009 werd hij met Patterson achtste, en in 2010 en 2011 werd hij met John Pew respectievelijk zevende en zesde.
In 2012 begon Negri het seizoen met een overwinning in de 24 uur van Daytona, die hij deelde met Pew, A.J. Allmendinger en Justin Wilson. In de rest van het seizoen behaalde hij nog twee podiumfinishes op New Jersey en Road America, waardoor hij negende in de eindstand werd. In 2013 miste hij drie races en behaalde hij zijn beste resultaat met een derde plaats op de Kansas Speedway, waardoor hij zeventiende werd.
In 2014 werd de Rolex Sports Car Series vervangen door het United SportsCar Championship, waarin Negri voor Michael Shank Racing bleef rijden. Samen met Pew was een tweede plaats op Road America zijn beste resultaat, waardoor hij zevende werd in de eindstand. In 2015 behaalde het duo drie podiumfinishes op Laguna Seca, het Belle Isle Park en het Mosport Park. Hierdoor werden zij zesde in het kampioenschap. In 2016 wonnen Negri en Pew twee races op Laguna Seca en Road Atlanta, en stonden zij ook op Watkins Glen International op het podium. Pew miste echter een race, waardoor Negri in zijn eentje vierde werd in het klassement.
In 2017 stapte Negri binnen het IMSA SportsCar Championship over naar de GTD-klasse, waarin hij wel voor Michael Shank Racing actief bleef. Hij werd hier de teamgenoot van Jeff Segal. Twee vijfde plaatsen tijdens de 24 uur van Daytona en de race op Belle Isle Park waren hun beste klasseringen en zij werden dertiende in de eindstand. In 2018 reed hij met Francesco Piovanetti drie races in de GTD-klasse voor het team Squadra Corse Garage Italia. Een zesde plaats op Laguna Seca was hierin zijn beste resultaat. Sinds 2019 rijdt Negri nog in een beperkt aantal races. Hij nam deel aan twee seizoenen van de International GT Open, en in 2019 werd hij tweede in de GT-klasse van de Asian Le Mans Series voor Spirit of Race, samen met Piovanetti en Alessandro Pier Guidi. In de twee opvolgende jaren werd hij vijfde en veertiende in deze klasse.